# Laufen (Svizzera)
Laufen (toponimo tedesco; in francese Laufon) è un comune svizzero di 5 535 abitanti del Canton Basilea Campagna, nel distretto di Laufen del quale è il capoluogo; ha lo status di città.

## Origini del nome
Il nome deriva dalla cascata d'acqua che veniva chiamata Lauffen.

## Storia
Fino al 1993 fece parte del Canton Berna.

## Monumenti e luoghi d'interesse

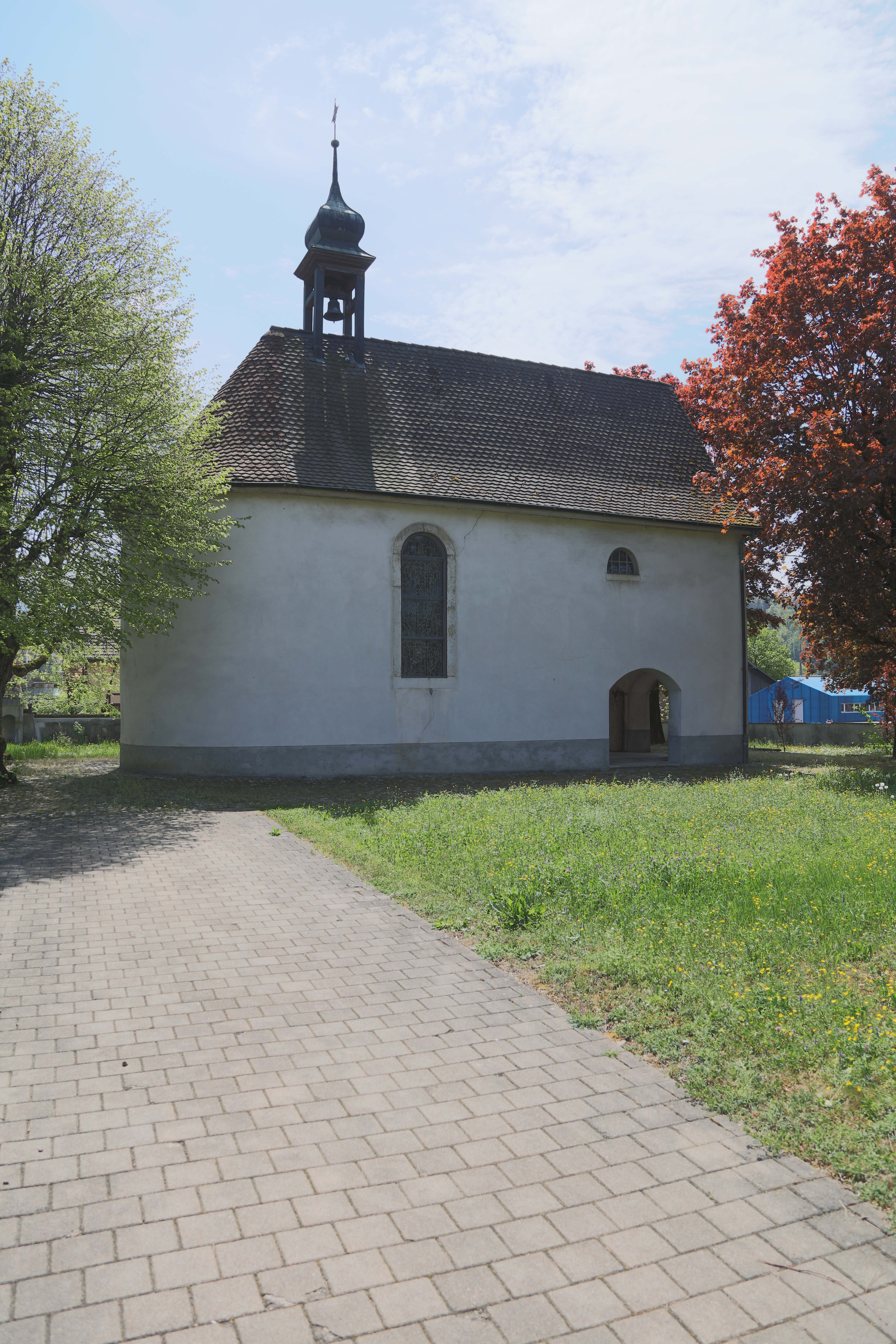
La chiesa cattolica di San Martino

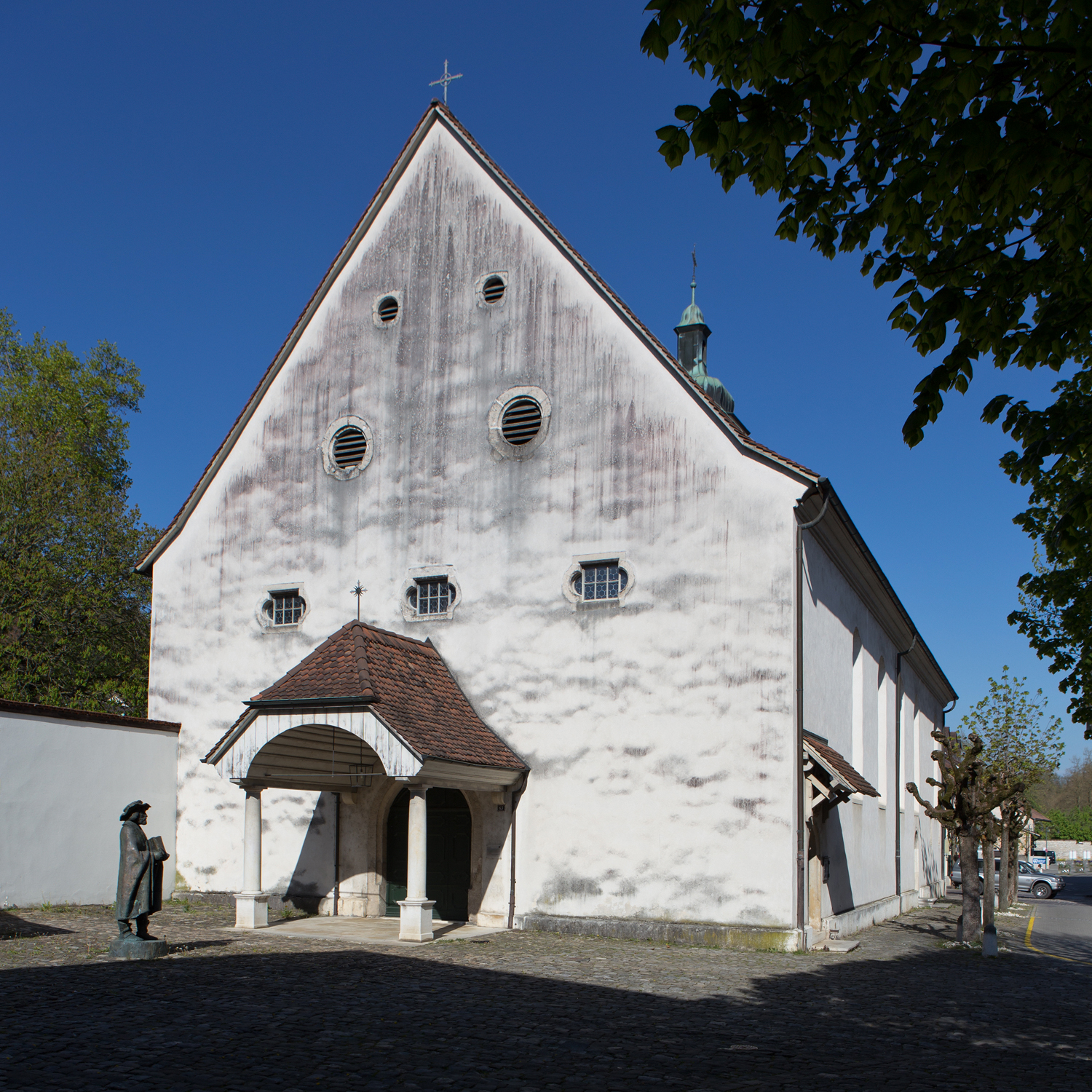
La chiesa cattolica cristiana di Santa Caterina

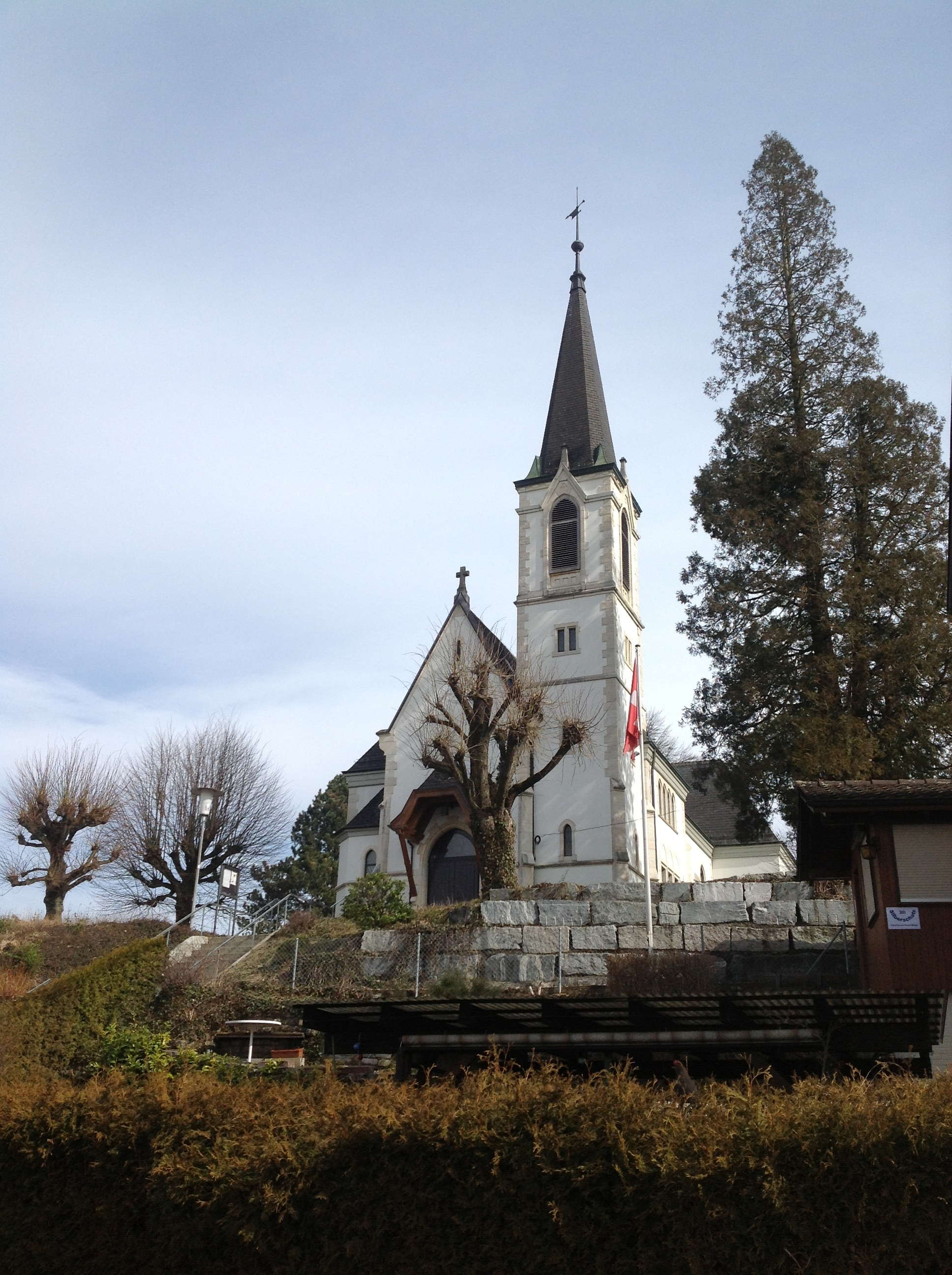
La chiesa riformata

- Chiesa cattolica di San Martino, eretta nel VII-VIII secolo[1].
- Chiesa cattolica cristiana di Santa Caterina, eretta nel 1364 e ricostruita nel 1698-1699[1].
- Chiesa riformata, eretta nel 1903[1].

## Società

### Evoluzione demografica
L'evoluzione demografica è riportata nella seguente tabella:
Abitanti censiti

### Etnie e minoranze straniere
Il 22,6% della popolazione è di origine straniere.

### Religione
Il 59% della popolazione è cattolica, il 19% è protestante e l'1% è vetero-cattolica.

## Economia
Vi ha sede l'azienda dolciaria Ricola.

## Infrastrutture e trasporti

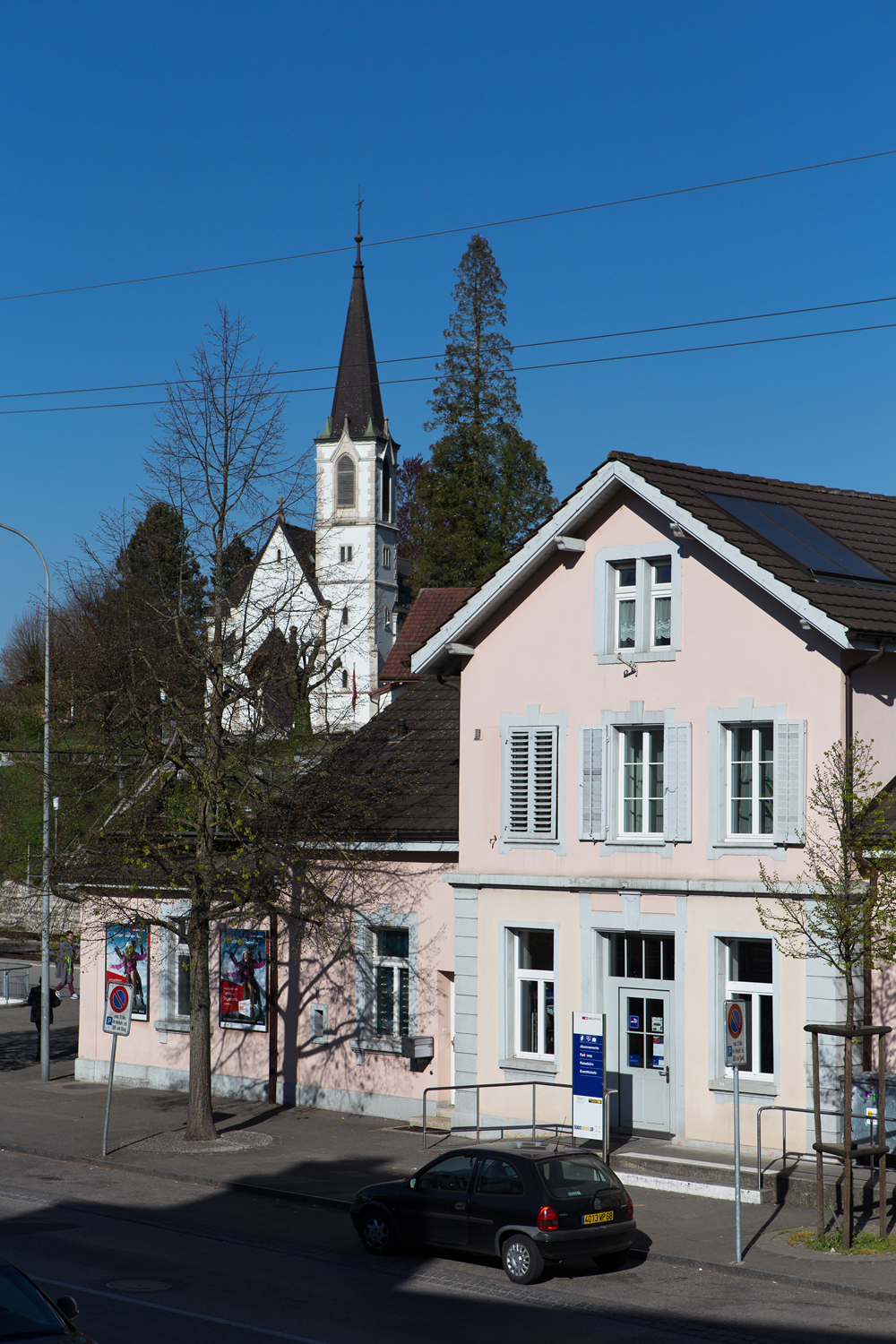
La stazione di Laufen

Laufen è servita dall'omonima stazione sulla ferrovia Basilea-Bienne.

## Amministrazione
Ogni famiglia originaria del luogo fa parte del cosiddetto comune patriziale e ha la responsabilità della manutenzione di ogni bene ricadente all'interno dei confini del comune.